# Irtysz (rakieta)
Irtysz (ros. Иртыш), znana również jako Sojuz-5 (ros. Союз-5) – planowana rosyjska rakieta nośna rozwijana przez przedsiębiorstwo CSKB Progress. Początkowo ma zastąpić możliwości rakiet Zenit-2 oraz Proton M, a w przyszłości stanowić podstawę dla superciężkiej rakiety Jenisej, która byłaby porównywalna z systemem Energia-Buran. Według stanu na lipiec 2025 roku, planowany pierwszy start Irtysza ma odbyć się w grudniu 2025 roku z kosmodromu Bajkonur w ramach współpracy z rządem Kazachstanu.

## Historia
Liderem projektu jest spółka akcyjna CSKB Progress, przy wsparciu Państwowego Produkcyjno-Badawczego Centrum Kosmicznego im. M. Chruniczewa oraz Biura Projektowego Rakiet Makiejew. Przedsiębiorstwo RKK Energia ma odpowiadać za infrastrukturę naziemną oraz dostarczenie drugiego stopnia rakiety Blok DM-03. Partnerem projektu jest także kazachska agencja KazKosmos, ponieważ miejsce startu – kompleks nr 45 kosmodromu Bajkonur, znajduje się na terytorium Kazachstanu.
Początkowym zastosowaniem rakiety będzie komercyjne wynoszenie ładunków użytecznych poniżej 5 ton na orbitę geotransferową. W związku z utratą możliwości korzystania z ⁣⁣Zenita⁣⁣⁣⁣ 3SLB⁣⁣ po ⁣⁣inwazji Rosji na Ukrainę⁣⁣, rezygnacją z rozwoju rakiety Angara A3 oraz decyzją o przeniesieniu startów Angary A5 do kosmodromu Wostocznyj spółka joint venture Bajterek pozostała bez rakiety nośnej. Ogłoszenie w 2016 roku wersji Proton M umożliwiło firmie International Launch Services wejście na rynek wynoszenia ładunków użytecznych na orbitę geotransferową, lecz z uwagi na dążenie strony kazachskiej do wycofania rakiet korzystających z toksycznych paliw hipergolicznych, konieczne było znalezienie alternatywy.
W odpowiedzi CSKB Progress zaproponowało w 2016 roku rakietę Sojuz-5 jako komercyjną alternatywę, z możliwością wykorzystania jej jako podstawy dla przyszłej superciężkiej rakiety nośnej, która byłaby zdolna do wyniesienia ładunku użytecznego o masie 80 ton na niską orbitę okołoziemską. Strona kazachska zaakceptowała ogólne założenia projektu, ale kwestię udziału w inwestycjach pozostawiono do rozstrzygnięcia. W ramach ustaleń z 2016 roku rząd Kazachstanu miał uzyskać prawa własności do jednej z platform startowych dla rakiet Proton oraz uczestniczyć w eksploatacji rakiety Proton M. W przyszłości Kazachstan ma także uczestniczyć w eksploatacji rakiety nośnej Irtysz, której pierwszy lot był wówczas planowany na 2024 rok. Według stanu na czerwiec 2025 roku, z powodu opóźnień w budowie kompleksu startowego oraz samej rakiety, termin pierwszego lotu przesunięto na grudzień 2025 roku.
Zanim rozwój rakiety zostanie uznany za zakończony, a sama rakieta stanie się w pełni operacyjna, zaplanowano przeprowadzenie czterech lotów testowych.
Budowa infrastruktury naziemnej dla rakiety Irtysz przebiega z opóźnieniami, ponieważ adaptacja kompleksu startowego nr 45 rozpoczęła się dopiero pod koniec 2021 roku. Dodatkowo międzynarodowe sankcje nałożone na Rosję po jej inwazji na Ukrainę⁣⁣ spowolniły realizację projektu. W lipcu 2022 roku ówczesny dyrektor generalny Roskosmosu, Dmitrij Rogozin, przyznał, że budowa zostanie opóźniona o od sześciu miesięcy do roku.
W marcu 2023 roku ujawniono, że kazachsko-rosyjskie przedsięwzięcie Bajterek, które jest odpowiedzialne za infrastrukturę naziemną, przejęło kontrolę nad platformą startową po zgłoszeniu roszczenia wobec przedsiębiorstwa TsENKI, które jest spółką zależną Roskosmosu odpowiedzialną za infrastrukturę naziemną, domagając się odszkodowania w wysokości około 2 miliardów rubli za niezrealizowaną ocenę oddziaływania na środowisko, co spowodowało kolejne opóźnienia.

## Budowa
Proponowana w 2016 roku rakieta Irtysz wykorzystuje istniejące rozwiązania napędowe i narzędzia produkcyjne. Ma ona zastąpić wycofane systemy z rodziny Zenit oraz rakiety Proton. Początkowo będzie to dwustopniowa rakieta nośna, z możliwością dołączenia trzeciego stopnia Blok DM-03 dla misji wymagających orbity geostacjonarnej. Rakieta będzie wykorzystywać infrastrukturę naziemną powstałą dla rakiety Zenit, a także będzie korzystać z kompleksu startowego nr 45 kosmodromu Bajkonur.
Zbiorniki paliwa o średnicy 4,1 metra umożliwią wykorzystanie narzędzi produkcyjnych stworzonych dla rakiet Proton; średnica ta jest większa niż w przypadku Zenita, co pozwoli ona na zwiększenie ilości paliwa przy tej samej wysokości rakiety. Napęd oparty będzie na mieszance paliwowej RP-1 i ciekłego tlenu, co stanowi ekologicznie korzystniejszą alternatywę wobec toksycznych paliw hipergolicznych stosowanych w rakietach Proton, co jest zgodnie z wymaganiami strony kazachskiej.
Pierwszy stopień rakiety Irtysz będzie napędzany silnikiem RD-171MV – rozwinięciem jednostki RD-171M stosowanej w rakietach Zenit 2 i Zenit 3. Przy wysokości 37,14 metra, rakieta będzie wyższa od analogicznego pierwszego stopnia Zenita, stopień będzie szerszy, co umożliwi zatankowanie 363 ton paliwa zamiast 290 ton. Drugi stopień rakiety Irtysz będzie miał długość 7,77 metra i średnicę 4,1 metra, przy suchej masie 5,9 ton oraz zbiornikach mieszczących 59 ton paliwa RG-1/LOX. Zostanie on wyposażony w dwa silniki RD-0124MS, każdy z czterema dyszami tworzącymi pierścień. Takie rozwiązanie pozwoli skrócić długość członu przy zachowaniu wysokiego impulsu właściwego.
Całkowita masa startowa Irtysza wyniesie 484 ton, a dzięki wydajniejszemu drugiemu stopniowi rakieta będzie zdolna do wyniesienia ładunku użytecznego o masie 16 ton na orbitę okołoziemską o wysokości 200 km i inklinacji 51,6° z Bajkonuru, co stanowi poprawę względem Zenita, który mógł wynieść ok. 12 ton na tę samą orbitę. Dla orbit geostacjonarnych rakieta Irtysz może zostać wyposażona w trzeci stopień Blok DM-03, który używa tego samego paliwa i był już stosowany w rakietach Zenit-3SL i Angara A5. Oczekiwane osiągi rakiety to 4,5 tony na geostacjonarną orbitę transferową i 2,3 tony na orbitę geosynchroniczną.

## Wykaz lotów

### Przyszłe loty
| Lot | Data          | Rakieta          | Orbita | Ładunek                                | Status    |
| --- | ------------- | ---------------- | ------ | -------------------------------------- | --------- |
| 1   | grudzień 2025 | Irtysz / Sojuz-5 | –      | brak ładunku użytecznego (lot testowy) | planowane |